# Terosor
Terosor (Rosa Odorata-gruppen) är en grupp av rosor i familjen rosväxter. Sorterna har sitt ursprung i Rosa odorata (R. × odorata) och inkluderar äldre hybrider med denna. De motsvarar beteckningarna Tea och Hybrid Tea i Modern Roses 11. Se även tehybridrosor.

## Historik
Ursprunget till namnet är omtvistat, men en variant är som en förkortning av tedoftande kinaros. Denna introducerades i Europa 1809, efter att länge ha odlats i trädgårdar i Kina.
De första sorterna importerades bland annat från den kinesiska plantskolan Fa Tee, så namnet kan tolkas som "rosor från Fa Tee" eller Tee-rosor. Blommornas doft har liknats vid doften av en nyöppnad gammeldags te-låda, vilket är en annan teori om namnets ursprung.
De kom först till England, men rosorna blev snabbt populära och spreds över Europa. Det finns inte så många uppgifter om originalsorterna och idag finns endast en av de tidiga sorterna kvar i odling, 'Hume's Blush Tea-scented China'.
Omkring 1840 fanns omkring 240 sorter och totalt har över tusen sorter lanserats . Idag är de flesta utdöda och många av de tidiga sorterna dog ut redan under de kalla vintrarna under det sena 1840-talet.
Terosorna behöll dock sin ställning som de mest exklusiva rosorna fram till första världskriget; i början av 1900-talet förekom mer än 1 000 olika sorter i blomsterhandeln. De rikblommande men föga härdiga rosorna odlades vanligen i växthus och allt färre hade råd att hålla sig med terosor. Som en utveckling av de ursprungliga, köldkänsliga terosorna utvecklades med tiden två typer – dels en storvuxen och köldkänslig, dels en lågvuxen och mer härdig.
Den ekonomiska depressionen satte till slut stopp för terosornas popularitet, och därefter har tehybridrosorna tagit över dessas roll.
I senare tid har dock rosgruppen blivit mer populär igen. 

## Sorter (urval)
- 'Archiduc Joseph'
- 'Catherine Mermet'
- 'Francis Dubreuil'
- 'Général Schablikine'
- 'Hume's Blush Tea-scented China'
- 'Lady Hillingdon'[2]
- 'Maman Cochet'
- 'Marie d'Orléans'
- 'Marie van Houtte'
- 'Mlle Franziska Kruger'
- 'Niphetos'[2]
- 'Perle des Jardins'[2]
- 'Safrano'
- 'Sombreuil'

## Synonymer
- Rosa indica var. odorata Andrews
- Rosa × odorata (Andrews) Sweet (inkluderad)
- Rosa × thea Savi (inkluderad)